# South Island (McDonald-Inseln)
South Island (wörtlich aus dem Englischen übersetzt Südinsel) ist eine Felseninsel im Archipel Heard und McDonaldinseln im südlichen Indischen Ozean. Sie ist das südlichste Objekt in der Gruppe der McDonald-Inseln.  
Wissenschaftler der Australian National Antarctic Research Expeditions kartierten sie 1948 und gaben ihr den deskriptiven Namen.